# كاني غوزلة (أختاتشي محالي)
كاني غوزلة (بالفارسية: کانی‌گوزله) هي قرية تقع في إيران في أذربيجان الغربية. يقدر عدد سكانها بـ 74 نسمة بحسب إحصاء 2016.